# Passiflora kawensis
Passiflora kawensis är en passionsblomsväxtart som beskrevs av C. Feuillet. Passiflora kawensis ingår i släktet passionsblommor, och familjen passionsblomsväxter. Inga underarter finns listade i Catalogue of Life.